# BB 20100
Ne doit pas être confondu avec BB 26000, série de 1988, ni avec BB 30000, 2 locomotives de 1961.
Les BB 20100 forment une petite série de deux groupes de deux locomotives électriques « bi-fréquence » de la SNCF destinées au trafic transfrontalier entre la France et la Suisse, puis l'Allemagne.
La livraison des locomotives construites en Suisse a lieu en 1958 mais ces machines apparentées à des prototypes manquent de fiabilité. N'assurant que de modestes prestations sur de courtes distances, sujettes à de nombreuses pannes, elles sont supplantées par des séries plus abouties et sont radiées en 1973 pour deux d'entre elles et en 1982 pour les deux autres.

## Genèse des locomotives
Au début des années 1950, suivant l'électrification progressive des lignes du réseau Est de la France, et du réseau Nord de la Suisse, les Chemins de fer fédéraux suisses souhaitent évincer les machines à vapeur utilisées pour le trafic transfrontalier entre Mulhouse et Bâle. Pour ce faire, il faut concevoir des locomotives électriques bi-fréquence, c'est-à-dire capables de fonctionner sous deux alimentations électriques différentes, alternatif monophasé 25 kV-50 Hz en France et alternatif monophasé 15 kV-16 ²⁄₃ Hz en Suisse ainsi qu'en Allemagne.
Le financement, la conception et la réalisation sont partagés à travers des accords négociés. La Suisse accorde à la France des prêts financiers pour les travaux d'infrastructure liés à l'électrification et, en contrepartie, la France commande des locomotives à l'industrie ferroviaire helvétique. La commande est passée en avril 1955 — les locomotives portent alors les numéros BB 26001 à 26004 — et aboutit à la livraison en 1958 de quatre locomotives finalement numérotées BB 30001 à 30004, réparties en deux lots.

## Description
Les caisses et les parties mécaniques sont réalisées par SLM-Winterthur et calquées sur le modèle des BB 9200 du constructeur français MTE, alors qu'un projet finalement non retenu reprenait la forme des caisses des BB 9003-9004. Elles sont revêtues de la même livrée vert bleuté que les BB 9200. Destinées au trafic transfrontalier, elles sont équipées d'un troisième phare frontal à l'occasion d'une révision ; en même temps et comme pour les autres locomotives utilisant la même caisse, des feux rouges sont ajoutés alors que les persiennes latérales, à l'origine courtes comme sur les BB 9200 sont allongées comme sur les BB 16000.
Les bogies et les moteurs diffèrent selon le constructeur de la partie électrique :
- Les BB 30001 et 30002 dont l'équipement électrique est fourni par Oerlikon possèdent quatre moteurs « directs » utilisant le courant alternatif monophasé en sortie du transformateur (architecture proche des BB 13000) avec des bogies Jacquemin.
- L'équipement des BB 30003 et 30004 provient de chez Brown-Boveri ; les locomotives disposent de bogies monomoteurs spécifiques à empattement réduit utilisant des moteurs à courant continu, alimentés par le courant alternatif monophasé redressé par des excitrons en sortie du transformateur selon une architecture proche de celle des BB 16500.

En 1961, ces quatre locomotives sont renumérotées BB 20101 à 20104, dans la tranche réservée aux locomotives « sans courant continu - bi-fréquences » suivant les nouvelles règles de numérotation à la SNCF,.

## Carrière

### Services effectués
Ces locomotives sont utilisées sur la liaison transfrontalière entre Mulhouse et Bâle dès 1958, au départ de Strasbourg ou de Thionville. Elles atteignent également Luxembourg, pour la traction de trains de voyageurs et de trains de marchandises du régime accéléré. S'agissant de prototypes à la fiabilité incertaine, les BB 20100 ne sont jamais simultanément en circulation : un engin au moins est toujours en mesure d'assurer une réserve. Toutefois, l'accroissement du trafic marchandises transfrontalier impose à la SNCF de se doter de machines bi-fréquence supplémentaires pour assurer les manœuvres entre les triages de Saint-Louis et de Bâle-Muttenz, toujours en concertation avec les CFF, ce qui aboutit à la commande des machines suisses C 20150. De ce fait, les BB 20100 sont libérées d'une partie de leurs tâches.
À partir de 1966, elles sont utilisées sur la liaison transfrontalière entre Strasbourg et Kehl qui vient d'être électrifiée — la BB 20100 en tête du train inaugural tombe en panne pendant le trajet.
Pour faire face au trafic important sur l'axe franco-allemand, la SNCF doit acquérir de nouvelles machines bi-fréquence, les BB 20200 construites par Alsthom à partir des BB 17000 et livrées en 1970 en 13 exemplaires : elles sont beaucoup plus fiables et puissantes que les séries précédentes. Dès lors, les C 20150 sont rétrocédées aux CFF en 1971 et les BB 20100 voient leurs parcours se limiter aux environs de Strasbourg ou de Mulhouse. Les BB 20102 et 20104 sont radiées en 1973 ; des pièces de la 20104 sont récupérées pour être réutilisées sur les autres locomotives de la série. La BB 20101 qui ne sert plus qu'à préchauffer les rames voyageurs en gare de Strasbourg et la BB 20103 victime d'un incendie à Igney-Avricourt sont radiées en 1982. Aucune d'entre elles n'est préservée.

### Lignes parcourues
- Strasbourg - Bâle-CFF en service international ;
- Luxembourg - Thionville - Bâle-CFF en service international ;
- Triage de St-Louis - Triage de Bâle-Muttenz en service international ;
- Strasbourg - Kehl en service international ;
- Triage de Hausbergen - Triage de Blainville.

### Dépôt titulaire
De leur mise en service à leur radiation, les locomotives sont affectées au dépôt de Strasbourg.

## Modélisme
La BB 30003 a été reproduite en HO par SMCF (Super Modèle de Chemin de Fer) au tout début des années 1960. Elle était équipée du châssis-moteur de la BB 12001 du même fabricant. Seuls quelques exemplaires ont été vendus montés, juste avant la fermeture de la société SMCF. Une partie du stock de caisses a été détruit, le reste a été sauvé. On trouve encore de nos jours des caisses brutes, à monter et peindre, ou à conserver telles quelles.[réf. nécessaire]